# Європейське посвідчення особи
Європейське посвідчення особи — це електронний документ, що посвідчує особу, призначений для заміни та стандартизації різних стилів посвідчень особи, що зараз використовуються в державах-членах Європейського Союзу (ЄС) та Європейського економічного простору (ЄЕЗ).  Він був створений Регламентом (ЄС) 2019/1157 Європейського Парламенту та Ради від 20 червня 2019 року про посилення безпеки особистих карток громадян Союзу та документів на проживання, виданих громадянам Союзу та їх сім'ї члени, що реалізують своє право вільного пересування, яке має набути чинности.
Посвідчення особи, які не відповідають новим вимогам, перестають діяти після закінчення терміну їх дії або до 3 серпня 2031 року. Особисті картки, які не відповідають мінімальним стандартам безпеки або не містять функціонального MRZ, перестають бути дійсними до 3 серпня 2026 року. Посвідчення особи віком від 70 років на 2 серпня 2021 року, які відповідають мінімальним стандартам безпеки та мають функціональний MRZ, втрачають силу після закінчення терміну їх дії.
Впровадження на території держав-членів триває за різними графіками для кожної країни. Кіпр почав видавати посвідчення особи, що відповідають стандартизованим вимогам, ще в серпні 2020 року, ставши першою країною, яка впровадила новий стандарт. Того ж місяця за ним пішла Мальта. Франція розпочала пілотне тестування нового документа в окремих департаментах у березні 2021 р. Із запланованим на наступні місяці більш широким, поступовим випуском.

## Використання

### Проїзний документ
Як альтернативу пред’явленню паспорта, громадяни ЄЕЗ та Швейцарії мають право використовувати дійсне національне посвідчення особи як самостійний проїзний документ для реалізації свого права на вільне пересування в Європейському економічному просторі та Швейцарії.    Сполучене Королівство приймає його до 30 вересня 2021 року для туризму та принаймні до 31 грудня 2025 року з конкретних причин. 
Власне кажучи, для в’їзду в ЄЕЗ та Швейцарію громадянину ЄЕЗ чи Швейцарії не обов’язково мати дійсне національне посвідчення особи або паспорт. Теоретично, якщо громадянин ЄЕЗ або Швейцарії може довести своє громадянство будь-якими іншими способами (наприклад, пред'явивши національну посвідчення особи, паспорт або свідоцтво про громадянство), їм повинен бути дозволений в'їзд до ЄЕЗ та Швейцарії. Громадянин ЄЕЗ або Швейцарії, який не може задовільно продемонструвати свою національність, повинен мати, тим не менше, "кожну розумну можливість" отримати необхідні документи або доставити їх протягом розумного періоду.     

### Ідентифікаційний документ

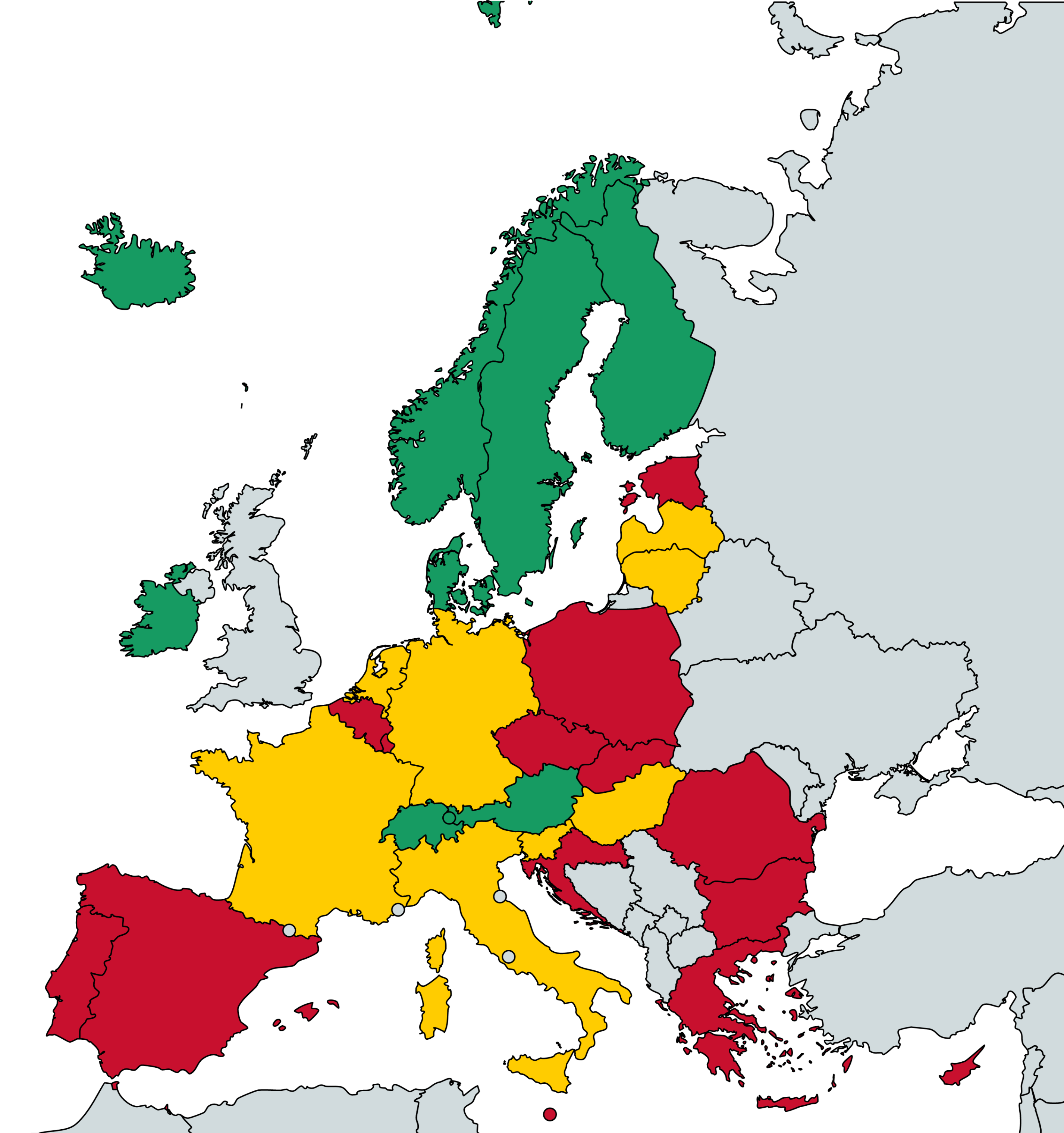
Вимоги до посвідчення особи для громадян

Існують різні правила щодо домашнього використання документів, що посвідчують особу. Деякі країни вимагають використання національної посвідчення особи або паспорта. В інших країнах, напр Австрія, Фінляндія та Швеція, національні посвідчення особи є повністю добровільними та потрібні не всім, оскільки документи, що посвідчують особу, такі як водійські посвідчення, приймаються всередині країни.

## Спільні особливості дизайну та безпеки
Статті 3/4/5 Регламенту (ЄС) 2019/1157 зазначають, що: 
- Особисті картки мають бути у форматі ID-1 та містити машиночитану зону (MRZ).
- Стандарти безпеки повинні базуватися на Документі ІКАО 9303.
- Документ повинен мати назву "Особисте посвідчення" офіційною мовою та принаймні ще однією офіційною мовою установ Союзу.
- На лицьовій стороні міститься двобуквенний код країни держави-члена, що видав картку, надрукований негативно у блакитному прямокутнику та оточений 12 жовтими зірками.
- Він повинен містити високозахищений носій інформації, який повинен містити зображення обличчя власника картки та два відбитки пальців у сумісному цифровому форматі. Носій інформації повинен мати достатню ємність і можливості для гарантування цілісности, автентичности та конфіденційности даних. Дані, що зберігаються, повинні бути доступними в безконтактній формі та захищені, як це передбачено Реалізацією рішення C (2018) 7767.
- Мінімальний термін дії посвідчень повинен становити 5 років, а максимальний - 10 років. Але держави-члени можуть передбачити термін дії менше 5 років для неповнолітніх та більше 10 років для осіб віком від 70 років.

## Огляд національних посвідчень
Держави-члени несуть відповідальність за видачу національних посвідчень, які відповідають технічним вимогам Регламенту (ЄС) 2019/1157, відповідно до їх власних процедур та вимог щодо видачі.
| Держава-член | Спереду                                                               | Зворотний                                                             | Обов’язковий / необов’язковий | Вартість | Термін дії                                                                      | Орган, який видав документ                                                                                                   | Остання версія       |
| ------------ | --------------------------------------------------------------------- | --------------------------------------------------------------------- | --- | --- | ------------------------------------------------------------------------------- | --- | -------------------- |
| Кіпр         | Посилання на зображення [Архівовано 9 лютого 2021 у Wayback Machine.] | Посилання на зображення [Архівовано 31 січня 2021 у Wayback Machine.] | Обов’язковий для громадян Кіпру у віці від 12 років | - 30 євро (для дорослих) - 20 євро (діти) | - 10 років (дорослі) - 5 років (діти)                                           | | 12 серпня 2020 року  |
| Франція      |                                                                       |                                                                       | Документи, що посвідчують особу, є юридично необов’язковими але поліція має широкі повноваження перевіряти особу людини у багатьох ситуаціях, до 4-годинного тримання під вартою, щоб зробити необхідну перевірку та зробити фото. | - Безкоштовно - 25 євро (якщо попередній не може бути представлений, наприклад, його було втрачено або викрадено) | - 10 років                                                                      | - Mairie (ратуша, материкова Франція) - Консульство Франції (за кордоном)                                                    | 15 березня 2021 року |
| Німеччина    |                                                                       |                                                                       | Необов’язково; однак національне посвідчення особи або паспорт є обов'язковим для громадян Німеччини віком від 16 років, а діюча документація, що посвідчує особу, є обов'язковою для інших громадян ЄЕЗ.                          | - 28,80 євро (заявники віком від 24 років) - 22,80 євро (заявники віком до 24 років) | - 10 років (заявники віком від 24 років) - 6 років (заявники віком до 24 років) | - Місто або місто проживання - Посольство Німеччини в країні проживання (для громадян Німеччини, які проживають за кордоном) | З 2 серпня 2021р     |
| Мальта       |                                                                       | ´                                                                     | Національне посвідчення особи обов’язкове для громадян Мальтії віком від 18 років | - Перший раз видача посвідчення особи: Безкоштовно - Поновлення посвідчення особи, термін дії якого закінчився (або містить будь-які дані, які більше не відповідають дійсности), які не оголошені втраченими, викраденими або зіпсованими: Безкоштовно - Заявки на нову посвідчення особи замість загубленої, викраденої чи знищеної: 22 євро - Заявки на отримання нової посвідчення особи замість тієї, яка була зіпсована: 16,50 євро | - 10 років                                                                      | - Ідентичність Мальта | Серпень 2020         |